# Victor Should Have Been a Jazz Musician
Victor Should Have Been a Jazz Musician è un singolo della cantante giamaicana Grace Jones pubblicato nel 1987 solo in Europa, come terzo singolo dell'album Inside story, in contemporanea con Crush, scelto invece come terzo singolo per la promozione in nord America.

## Descrizione
Il brano è stato scritto dalla stessa Jones e da Bruce Woolley, prodotto da Nile Rodgers.
All'interno del brano suonarono musicisti jazz del calibro di Lenny Pickett, Stan Harrison, Steve Elson e Mac Gollehon, accreditati come il collettivo The Borneo Horns.
La Versione presente sul 12" è un remix ad opera di Ben Liebrand mai pubblicata su CD. Sul lato b è presente un remix di I'm Not Perfect (But I'm Perfect for You). 
Il singolo non ebbe alcun impatto nelle classifiche europee, raggiungendo la Top 40 solo in Olanda e Belgio.

## Tracce
- 7" single[5]

A. "Victor Should Have Been a Jazz Musician" – 4:42
B. "Crush" – 3:27
- 12" single[6][7]

A. "Victor Should Have Been a Jazz Musician" (The JAZZclubmillionminutemix) – 6:58
B. "I'm Not Perfect (But I'm Perfect for You)" (The C + V.I. Minimix) – 6:49